# Nagisa Nozaki
Nagisa Nozaki (en japonés: 野崎 渚, Nozaki Nagisa) (Prefectura de Nagano, 22 de noviembre de 1990) es una luchadora profesional japonesa.

## Carrera profesional

### NEO Japan Ladies Pro Wrestling (2006–2010)
Entrenada por Etsuko Mita en el dojo de NEO Japan Ladies Pro Wrestling, Nozaki debutó en la lucha profesional para la promoción el 3 de noviembre de 2006, formando equipo con Kyoko Inoue en un combate por equipos, donde fueron derrotadas por Dynamite Kansai y Takako Inoue, con Inoue inmovilizando a Nozaki para la victoria. Nozaki comenzó su carrera con una racha de derrotas típica de las novatas en el puroresu, sufriendo derrotas contra personajes como Yuki Miyazaki, Haruka Matsuo, Toshie Uematsu, Etsuko Mita y Arisa Nakajima.
A principios de 2007, Nozaki formó el tag team Seishun Midori ("Juventud Verde") con la representante de Ice Ribbon, Aoi Kizuki. El 4 de abril, NEO y Ice Ribbon copromovieron un evento en el que se celebró un torneo para determinar el primer Campeón Internacional de Tag Team Ribbon. Seishun Midori participó en el torneo, pero fue eliminada en la primera ronda por las NEO Machineguns (Tanny Mouse y Yuki Miyazaki), que acabarían ganando todo el torneo. El 5 de mayo, Nozaki ganó su primer combate de lucha libre profesional, aunque no consiguió el pinfall decisivo, cuando formó equipo con Kizuki en un combate por equipos, en el que derrotaron a Emi Sakura y Hikari Minami. El 22 de julio, Nozaki consiguió su primera victoria directa por pinfall, al derrotar a Makoto, representante de Ice Ribbon, en un combate individual. Nozaki continuó formando equipo con Kizuki en 2008, antes de quedar fuera de juego por una lesión del ligamento cruzado anterior el 2 de marzo.
Nozaki regresó finalmente el 19 de abril de 2009, cuando fue derrotada por Aya Yuki en un combate individual. Después, Nozaki comenzó a formar equipo con Yuki, y estaba previsto que formara equipo con ella en el Mid Summer Tag Tournament VIII, pero el 27 de junio se fracturó el suelo orbital, durante un combate por equipos de seis mujeres, en el que ella, Yuki y Yoshiko Tamura fueron derrotadas por Revolución Amandla (Atsuko Emoto, Kyoko Kimura y Tomoka Nakagawa). Nozaki regresó el 20 de septiembre, pero se lesionó el hombro durante un combate, en el que ella y Yuki fueron derrotadas por Hiroyo Matsumoto y Kyoko Inoue. Nozaki luchó en un combate real cómico el 24 de octubre como "Etsuko Nozaki", pero no pudo disputar ningún combate regular debido a su lesión; sobre todo, se vio obligada a retirarse del combate de retirada de su entrenadora Etsuko Mita y a ceder su puesto a Makoto. Nozaki fue operada del hombro el 26 de noviembre de 2009.
Durante el parón de Nozaki, NEO Japan Ladies Pro Wrestling anunció el 5 de mayo de 2010 que la promoción se retiraría a finales de año. Nozaki regresó el 1 de agosto de 2010, perdiendo ante la representante de Smash, Syuri, en un combate individual. Seis días después, Nozaki fue derrotada en su segundo combate desde su regreso por Nanae Takahashi. Sin embargo, Nozaki no se perdió ningún evento de NEO como consecuencia de su última lesión. Tras el anuncio de la retirada de NEO, Nozaki comenzó a buscar una nueva promoción y, el 24 de septiembre, debutó en Smash, donde perdió contra Kana en un combate individual en Smash.8. En su segundo combate en Smash, el 30 de octubre, en Smash.9, Nozaki formó equipo con Syuri en un combate por equipos, donde derrotaron a Tomoka Nakagawa y Toshie Uematsu. Nozaki también trabajó con Syuri en NEO; ambas fueron derrotadas por Toshie Uematsu y Yuu Yamagata el 21 de noviembre. Al día siguiente, Nozaki formó equipo con Akira, Kaoru y Scotty 2 Hotty en un combate por equipos de ocho personas en Smash.10 donde derrotaron a Nunzio, Taka Michinoku, Tomoka Nakagawa y Toshie Uematsu.
El 11 de diciembre, en Smash.11, Nozaki, en su última aparición en Smash, y Syuri fueron derrotadas en un combate por equipos ante el equipo de JWP Joshi Puroresu formado por Command Bolshoi y Kaori Yoneyama. El 26 de diciembre, Nozaki consiguió una rara victoria al derrotar a la novata Mika Iida en el antepenúltimo evento de NEO. NEO celebró su último evento el 31 de diciembre de 2010, durante el cual formó equipo con Hiroyo Matsumoto y Mima Shimoda en un combate por equipos de seis mujeres, en el que fueron derrotadas por el trío Ice Ribbon de Emi Sakura, Hikaru Shida y Tsukasa Fujimoto. Más tarde, en el último combate promovido por NEO, Nozaki, Mika Iida y Aya Yuki lucharon contra Tanny Mouse, Yoshiko Tamura y Yuki Miyazaki hasta un empate de diez minutos.

### Wrestling New Classic (2012–2013)
Tras un año como independiente, en el curso de 2011, el 2 de agosto de 2012 Nozaki debutó por sorpresa en Wrestling New Classic (WNC), la promoción que siguió a SMASH, atacando a Makoto con un shinai y alineándose con Hajime Ohara. La aparición marcó la primera aparición de Nozaki en la lucha libre profesional en trece meses. Apodándose a sí misma "Nozabitch", Nozaki comenzó a trabajar en WNC como villana por primera vez en su carrera, adoptando el shinai como su arma característica. Al día siguiente, Nozaki dirigió a Ohara en otro evento de WNC, donde salió victorioso sobre El Hijo del Pantera en un combate individual. Nozaki debutó en el ring de la WNC el 30 de agosto en el Korakuen Hall, derrotando a Makoto por parada del árbitro con la llave del sueño.
El 17 de septiembre, Nozaki consiguió otra victoria con el Sleeper Hold sobre Makoto en un combate por equipos, en el que formó equipo con Kuroshio y Makoto con Yusuke Kodama. El 19 de octubre, Nozaki, Ohara y Kuroshio nombraron a su stable "Kabushiki gaisha DQN". El 27 de noviembre, Nozaki regresó a la Pro Wrestling Wave, formando equipo con Hikaru Shida en un combate por equipos a cinco bandas, que sirvió para determinar los contendientes número uno al Wave Tag Team Championship y que ganaron Makoto y Moeka Haruhi. Al día siguiente, tras recibir un bye en primera ronda, Nozaki entró en el torneo del Campeonato Femenino de la WNC en la fase semifinal, derrotando a Kana con la ayuda de Jiro Kuroshio.
Durante la final del torneo, el 27 de diciembre, Nozaki reveló que su supuesta lesión había sido un farol, ya que comenzó el combate atacando a su rival, Syuri, por la espalda. A pesar de esto, Nozaki fue finalmente derrotada, sufriendo su primera derrota directa en el WNC. Nozaki sufrió su segunda derrota consecutiva en el primer evento del WNC de 2013 el 4 de enero, cuando fue derrotada por Makoto. El 25 de enero, Nozaki fue, por segunda vez en su carrera, marginada por una fractura del suelo orbital, sufrida durante un combate por equipos de seis personas, en el que ella, Hajime Ohara y Jiro Kuroshio derrotaron a Lin Byron, Yo-Hey y Zeus.

### Pro Wrestling Wave (2017–presente)
Tras más de cuatro años de inactividad, el 4 de junio de 2017 se anunció que Nozaki regresaría al ring con Pro Wrestling Wave el 12 de agosto. En su combate de regreso, Nozaki hizo equipo con Aoi Kizuki y ambas perdieron ante Mika Iida y Yuki Miyazaki. El 14 de septiembre se anunció que Nozaki había firmado oficialmente con Zabun, la empresa matriz de Wave. En noviembre, Nozaki derrotó a Miyuki Takase, Rina Yamashita y Mio Momono para ganar el Next Tournament, ganando una oportunidad en el título principal de Wave, el Campeonato Individual de Wave. Ella pasó a desafiar sin éxito a Misaki Ohata por el título el 26 de noviembre. El 29 de diciembre de 2019, Nozaki derrotó a Takumi Iroha para ganar el Campeonato Individual de Wave por primera vez. El 27 de diciembre de 2020, Nozaki perdió el título ante Sakura Hirota, poniendo fin a su reinado en 364 días.

## Campeonatos y logros
- Pro Wrestling Wave
  - Next Tournament (2017)
  - Regina Di Wave Championship (2 veces)[50][52]
  - Wave Tag Team Championship (1 vez) – con Yuki Miyazaki[53]
- World Woman Pro-Wrestling Diana
  - World Woman Pro-Wrestling Diana World Championship (1 vez)[54]
  - World Woman Pro-Wrestling Diana World Championship Tournament (2022)[54]